# Micrasema akagiae
Micrasema akagiae is een schietmot uit de familie Brachycentridae. De soort komt voor in het Palearctisch gebied.